# Pokrzywiana Woda
Pokrzywiana Woda (niem. Krummer Bach, słow.  Krivý potok, węg. Görbe-patak) – potok w Dolinie Kieżmarskiej w słowackich Tatrach Bielskich. Jest lewym dopływem Białej Wody Kieżmarskiej. 
Pokrzywiana Woda wypływa na orograficznie prawych zboczach Rakuskiego Grzbietu w wywierzysku zwanym Studencką Studnią (Študentská studňa). Miejsce to znajduje się poniżej Strażkowskiej Pastwy. Potok spływa Pokrzywianym Żlebem w kierunku południowym. Uchodzi do Białej Wody Kieżmarskiej na wysokości około 1270 m.

## Turystyka
Pokrzywiany Potok przekracza kładką niebieski szlak turystyczny wiodący Doliną Kieżmarską.
  Matlary – Pri tenise – Nad Matliarmi – Rzeżuchowa Polana – Bielska Rówień – Wielki Biały Staw. Odległość 8,3 km, suma podejść 750 m, suma zejść 20 m, czas przejścia 2:50 h, z powrotem, 2:10 h